# Philip Sidney (2e vicomte de L'Isle)
Philip John Algernon Sidney, né le 21 avril 1945 est un homme politique et militaire.

## Biographie
Lord De L'Isle est le fils unique de William Sidney et de son épouse Jacqueline Vereker, fille du maréchal John Vereker, 6e vicomte Gort. Il fait ses études à Tabley House, à l'école des élèves officiers de Mons et à l'Académie royale militaire de Sandhurst. Il sert après dans la Rifle Brigade, en 1966, il devient major dans les Grenadier Guards et prend une retraite anticipée en 1979, après avoir passé une partie de son service en Irlande du Nord pendant les Troubles.
Le vicomte de L'Isle est nommé vice-lieutenant du Kent en 2002 et est également Freeman de la ville de Londres et membre de la Worshipful Company of Goldsmiths. Le 1er septembre 2011, il est nommé Lord-lieutenant du Kent. Il est nommé Commandeur de l'Ordre de Saint-Jean en 2012 et Commandeur de l'Ordre royal de Victoria (CVO) lors de l'anniversaire de 2019.

### Chambre des lords
Il siège à la Chambre des lords du 5 avril 1991 au 11 novembre 1999. Il est recensé comme ayant participé à 11 débats à la chambre. Il siège avec les conservateurs et est exclu en vertu de la House of Lords Act 1999.

## Famille
Le 15 novembre 1980, le vicomte de L'Isle épouse Isobel Tresyllian Compton, la plus jeune fille du fonctionnaire Sir Edmund Compton. Ils ont deux enfants : Sophia Jacqueline Mary Sidney (née en 1983) et Philip William Edmund Sidney (né en 1985).
Il succède aux titres de son père en 1991. Le siège de la famille est Penshurst Place dans le Kent.